# جبل كراتشوك
جبل كراتشوك هو سلسلة جبلية تقع في منطقة المالكية ضمن محافظة الحسكة شمال شرقي سوريا. تعني تسميته باللغة التركية "الجوخ الأسود"أي العباءة السوداء .
تمتد السلسلة الجبلية على طول محدب جيولوجي تغطيه الصخور البازلتية، فوق طبقات من الصخور الرسوبية التي تعود إلى عصر النيوجين، والتي تتكون من الحجر الرملي، والطين، والحصى، بالإضافة إلى صخور جصية وكلسية. يبلغ طول الجبل نحو 45 كيلومترًا من الشرق إلى الغرب، بمتوسط عرض يقارب 10 كيلومترات، ويصل ارتفاعه إلى حوالي 770 مترًا فوق سطح البحر.
يبعد جبل كراتشوك حوالي 13 كيلومترًا إلى الجنوب من مدينة المالكية. تتميز سفوحه بتباين في الانحدار، حيث إن السفوح الشمالية أقل انحدارًا مقارنة بالسفوح الجنوبية، وتخترق الجبل العديد من الأودية التي تنحدر باتجاه نهر دجلة.
ازدادت أهمية الجبل الاستراتيجية والاقتصادية بعد اكتشاف النفط في أطرافه الجنوبية. ويُعد من أبرز معالمه الطبيعية شجرتان قديمتان من نوع البطم الأطلسي، تحملان رمزية خاصة في الموروث الشعبي المحلي. كما قامت مديرية حقول رميلان بتشجير غابة صنوبرية حديثة على سفوحه . وتوجد على قمته محطة للبث الإذاعي والتلفزيوني.